# Бріль Антон Піусович
Антон Піусович Бріль (1933 — ?) — латвійський радянський державний і комуністичний діяч, секретар ЦК КП Латвії, міністр сільського господарства Латвійської РСР. Депутат Верховної Ради Латвійської РСР 8—11-го скликань. Член ЦК Комуністичної партії Латвії в 1976—1990 роках.

## Життєпис
З 1953 року — колгоспник, завідувач Езернієцького сільського клубу Дагдського району Латвійської РСР.
Закінчив Латвійську сільськогосподарську академію.
У 1959—1964 роках — інструктор, завідувач відділу ЦК ЛКСМ Латвії.
Член КПРС з 1961 року.
У 1964—1970 роках — інструктор, інспектор відділу організаційно-партійної роботи ЦК КП Латвії. Закінчив Вищу партійну школу при ЦК КПРС.
У 1970—1974 роках — 1-й секретар Гулбенського районного комітету КП Латвії.
У 1974—1980 роках — завідувач сільськогосподарського відділу ЦК КП Латвії.
21 березня 1980 — 12 січня 1984 року — міністр меліорації і водного господарства Латвійської РСР.
12 січня 1984 — 10 грудня 1985 року — міністр сільського господарства Латвійської РСР.
10 грудня 1985 — 5 квітня 1986 року — 1-й заступник голови Державного агропромислового комітету (Держагропрому) Латвійської РСР — міністр Латвійської РСР.
5 квітня 1986 — 7 квітня 1990 року — секретар ЦК КП Латвії. Займався питаннями сільського господарства республіки.
Подальша доля невідома.

## Нагороди
- ордени
- медалі
- Заслужений працівник сільського господарства Латвійської РСР